# Feu de Monteux
Das Feu (d’artifice) de Monteux (französisch für Feuer[werk] von Monteux) ist ein jährlich in der südfranzösischen Gemeinde Monteux stattfindendes Groß-Feuerwerk. Die Veranstaltung hat ihren Ursprung in der Tatsache, dass ab 1921 der traditionsreiche Feuerwerkshersteller Lacroix-Ruggieri seine Produktionsstätten in Monteux zusammenführte. Gewissermaßen als „Ausgleich“ für das Explosionsrisiko wurde der örtlichen Bevölkerung einmal im Jahr ein Feuerwerk geboten. Auch nach Verlagerung der Produktionsstätten aus Monteux wurde die Tradition des jährlichen Feuerwerks fortgesetzt.
Das Feu de Monteux findet heutzutage jedes Jahr am 4. Freitag im August statt. Kurzfristige witterungsbedingte Verschiebungen sind möglich.
Das Feuerwerk hatte 2011 als Motto Avec toi, Liberté (ein Zitat aus der französischen Adaptation von Va, pensiero, dem Gefangenenchor aus der Oper Nabucco von Giuseppe Verdi). Für das insgesamt 55-minütige musikuntermalte Spektakel vor 25.000 zahlenden Zuschauern wurden von zwölf Feuerwerkern in 121 Bildern – darunter zahlreiche Weltneuheiten – insgesamt 30.000 Raketen mit mehr als einer Tonne Pulver abgefeuert.